# Fira (police de caractères)
Fira Sans et Fira Mono sont deux polices de caractères libres conçues par Erik Spiekermann et Ralph du Carrois de Carrois Type Design, basées sur FF Meta de Spiekermann, pour le système d’exploitation Firefox OS de la fondation Mozilla. Fira Sans est une police de caractère linéale et Fira Mono est son équivalent à chasse fixe. Elles ont été appelées « MozTT Sans » et « MozTT Mono » lors de leur développement, « Feura Sans » et « Feura Mono » lors de leur publication et ont ensuite été renommées avec leurs noms actuels.
La police Fira Sans est notamment disponible sur les liseuses allemandes Tolino.